# Dagami
Dagami é um município de  terceira classe de renda municipal (d) na província Leyte, nas Filipinas. De acordo com o censo de 1 de maio  de  2020 possui uma população de 36 178 pessoas e 9 295 domicílios.